# Pilar Primo de Rivera
Pilar Primo de Rivera, född 1907, död 1991, var en spansk politiker (francoist eller Fet y de las Jons). 
Hon var ordförande för Sección Femenina 1939-1975, och satt i parlamentet 1943–1977. 